# Verbascum chaixii
Verbascum chaixii  es una especie de plantas de la familia Scrophulariaceae.

## Descripción
Verbascum chaixii, es una planta erecta, arrosetada, de corta vida perenne que presenta pálidas flores amarillas en espigas terminales densas. 'Album' es un cultivar de flores blancas de la especie. Se trata de una planta erecta que forma una roseta basal grande (hasta 1,5 m de ancho), de hojas lanosas, ovado-oblongas, de color verde grisáceo de la que se elevan  múltiples tallos erectos de floración que llevan espigas terminales con flores blancas  con centros de color púrpura (estambres). Las hojas del tallo son estrechas, sin pecíolo y mucho más pequeñas.

## Taxonomía
Verbascum chaixii fue descrita por Dominique Villars y publicado en Histoire des Plantes de Dauphiné 2: 491. 1787.
Etimología
Verbascum: nombre genérico que deriva del vocablo latino Barbascum (barba), refiriéndose a la vellosidad que cubre la planta.
chaixii: epíteto otorgado en honor del botánico francés Dominique Chaix (1730-1799).
Sinonimia
- Verbascum dentatum Lapeyr.
- Verbascum gallicum Willd.
- Verbascum lyratum Pourr.
- Verbascum monspessulanum Pers.
- Verbascum urticifolium Lam.[2]

## Nombres comunes
- Castellano: berbasco, croca, sabonera.[2]